# Argyria
Argyria is een geslacht van vlinders uit de familie grasmotten (Crambidae).

## Soorten
- Argyria antonialis
- Argyria argentana
- Argyria argyrodis
- Argyria argyrostola
- Argyria auratella
- Argyria centrifugens
- Argyria critica
- Argyria croceicinctella
- Argyria croceivittella
- Argyria diplomochalis
- Argyria divisella
- Argyria furvicornis
- Argyria hannemanni
- Argyria heringi
- Argyria insons
- Argyria kadenii
- Argyria lacteella
- Argyria lucidella
- Argyria lusella
- Argyria mesodonta
- Argyria mesogramma
- Argyria mesozanalis
- Argyria nivalis
- Argyria opposita
- Argyria oxytoma
- Argyria pictella
- Argyria examinalis
- Argyria polyniphas
- Argyria pontiella
- Argyria pusillalis
- Argyria quevedella
- Argyria rileyella
- Argyria rufisignella
- Argyria schausella
- Argyria sordipes
- Argyria subtilis
- Argyria supposita
- Argyria tenuistrigella
- Argyria ventella
- Argyria vesta
- Argyria vestalis
- Argyria xanthoguma